# Ramón Medina Bello
Ramón Medina Bello (Gualeguay, 29 april 1966) is een voormalig Argentijns voetballer.

## Carrière
Ramón Medina Bello speelde tussen 1986 en 2006 voor Racing, River Plate, Yokohama Marinos, Talleres, Dock Sud en Juventud Unida.

## Argentijns voetbalelftal
Ramón Medina Bello debuteerde in 1991 in het Argentijns nationaal elftal en speelde 17 interlands, waarin hij 5 keer scoorde.
1 Goycochea ·
2 Vázquez ·
3 Enrique ·
4 Basualdo ·
5 Astrada ·
6 Ruggeri ·
7 Caniggia ·
8 Franco ·
9 Batistuta ·
10 Simeone ·
11 Latorre ·
12 Lanari ·
13 Gamboa ·
14 Craviotto ·
15 Altamirano ·
16 García ·
17 Zapata ·
18 Medina ·
19 Mohamed ·
20 Rodríguez ·
21 Giunta ·
22 Cancelarich ·
Coach: Basile
1 Goycochea ·
2 Vázquez ·
3 Altamirano ·
4 F. Basualdo ·
5 Redondo ·
6 Ruggeri ·
7 Medina ·
9 Batistuta ·
10 Simeone ·
11 Gorosito ·
12 Islas ·
13 Cáceres ·
14 Craviotto ·
15 Borelli ·
16 García ·
17 Zapata ·
18 Acosta ·
19 Zamora ·
20 Rodríguez ·
21 Scoponi ·
22 Mancuso ·
23 J. Basualdo ·
Coach: Basile
1 Goycochea ·
2 Vázquez ·
3 Chamot ·
4 Sensini ·
5 Redondo ·
6 Ruggeri ·
7 Caniggia ·
8 Basualdo ·
9 Batistuta ·
10 Maradona  ·
11 Medina ·
12 Islas ·
13 Cáceres ·
14 Simeone ·
15 Borelli ·
16 Díaz ·
17 Ortega ·
18 Pérez ·
19 Balbo ·
20 Rodríguez ·
21 Mancuso ·
22 Scoponi ·
Coach: Basile